# ماريو ألفاريز دوغان
ماريو ألفاريز دوغان (بالإنجليزية: Mario Alvarez Dugan)‏ هو صحفي دومينيكاوي، ولد في 9 أبريل 1931، وتوفي في 13 ديسمبر 2008.